# Abashiri
Abashiri (網走市, Abashiri-shi) és una ciutat i municipi de la subprefectura d'Okhotsk, a Hokkaido, Japó. Abashiri és, a més, la capital de la subprefectura d'Okhotsk, tot i que el municipi més poblat d'aquesta n'és Kitami. La ciutat és coneguda per la presó d'Abashiri, una presó d'alta seguretat construïda a l'era Meiji.

## Geografia
La ciutat d'Abashi es troba a la part oriental de la subprefectura d'Okhotsk, a 50 quilòmetres a l'est de Kitami. No n'hi han altes muntanyes, però hi han diversos turons. El riu Abashiri passa per la ciutat i existeixen tres llacs, el llac Abashiri, el llac Notoro i el llac Tōfutsu. Aquests llacs juntament amb el mont Tento pertanyen al parc quasi nacional d'Abashiri. El terme municipal d'Abashiri limita amb els de Kitami a l'oest, Ōzora al sud i Koshimizu a l'est.

### Clima
Abashiri té un clima humit continental amb estius càlids, com la majoria de Hokkaido. Tot i la reputació de fred extrem de la zona, Abashiri no és realment el municipi més fred de Hokkaido, sent menys fred que Obihiro a l'hivern i més càlid en estiu que Nemuro o Kushiro. Abashiri és el municipi amb menys precipitacions del Japó degut a la mar d'Okhotsk i el seu gel a la deriva. A més, això fa que Abashiri rebi menys sol que la costa nord-est des que comencen les fortes nevades i la boira, quant la corrent d'Oyashio és més forta. Durant l'hivern, quan el llac Abashiri es congela, la boira és comuna. El port d'Abashiri tanca quan la mar es congela.

## Història

### Cronologia
- 1872, març: Es crea el poble d'Abashiri, donant nom al districte d'Abashiri, a la província de Kitami.
- 1875: El nom del municipi, Abashiri, abans escrit en katakana (アバシリ村), passa a ser escrit en kanji (網走村) amb la mateixa pronunciació.
- 1902: Els pobles d'Abashiri, Kitami, Isani i Nikuribake, tots pertanyents al districte d'Abashiri, funden la nova vila d'Abashiri.
- 1915: Abashiri absorbeix els pobles de Notoro i Mokoto.
- 1921: El poble de Memanbetsu, posteriorment vila i fusionat el 2006 amb Ōzora, es segrega.
- 1931: Es modifica la frontera amb el municipi de Memanbetsu.
- 1947: L'11 de febrer el poble de Higashimokoto, fusionat amb Ôzora el 2006, es segrega. La vila d'Abashiri és ascendida a la categoria de ciutat.
- 2006: Es crea a l'est d'Abashiri el nou municipi d'Ôzora, fruit de la fusió de diversos pobles i viles que van formar part d'Abashiri en el passat.

## Transport

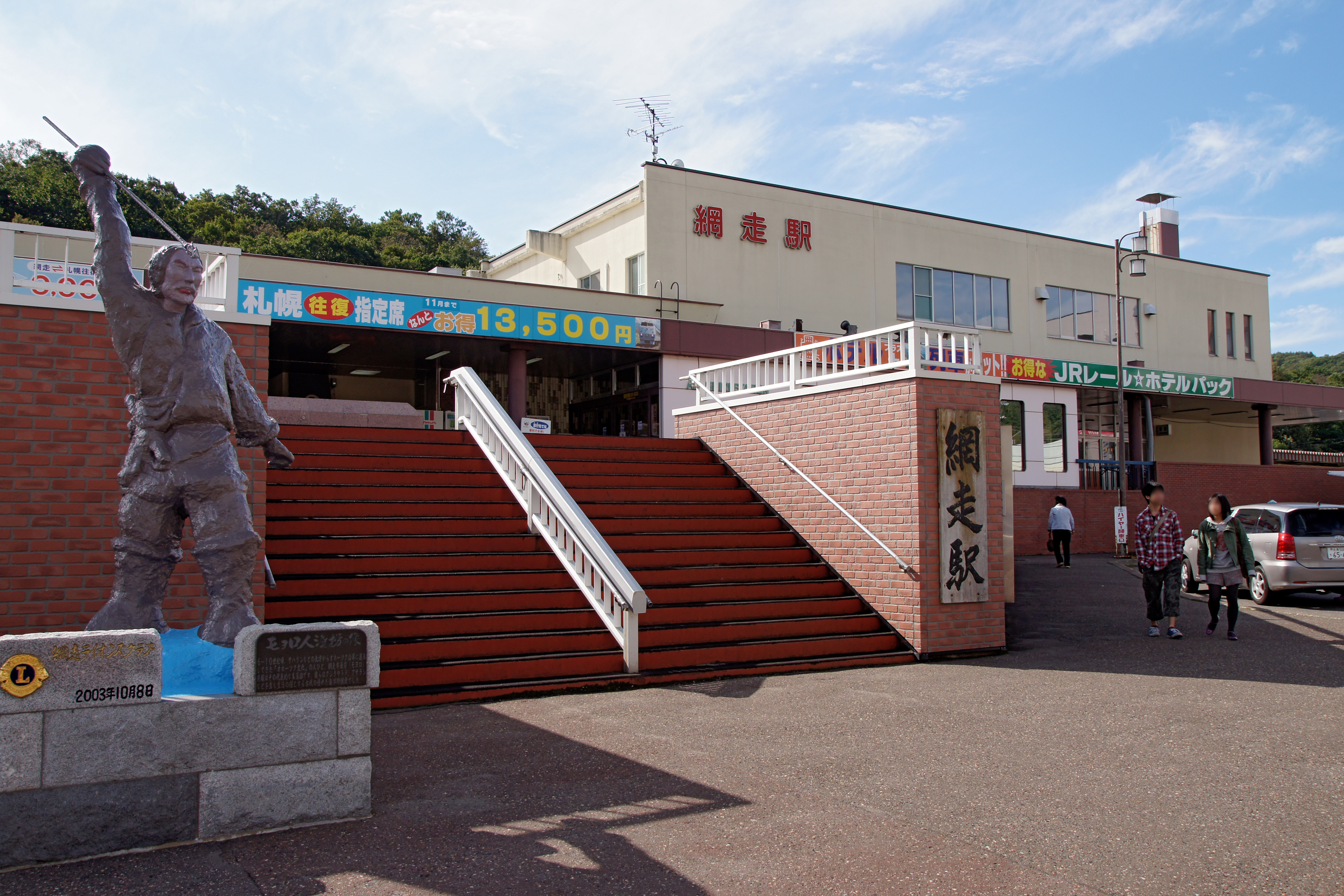
Estació d'Abashiri (JR)

### Ferrocarrils
- Companyia de Ferrocarrils de Hokkaidō (JR Hokkaidô)
  - Estació d'Abashiri
  - Estació de Yobito
  - Estació de Katsuradai
  - Estació de Masuura
  - Estació de Mokoto
  - Estació de Kitahama

## Agermanaments
- Port Alberni, Colúmbia Britànica, Canadà.[6]